# Francisco de Mora
Francisco de Mora (* 1553 in Cuenca; † 1610 in Madrid) war ein spanischer Renaissance-Architekt. Er gilt als der bedeutendste Vertreter des Herrerianismo – eines nach dem Architekten des Escorial, Juan de Herrera (1530–1597), benannten Stils der Epoche der Gegenreformation.

## Leben
Über das Leben Francisco de Moras ist so gut wie nichts bekannt. Im Jahre 1591 wurde er zum Maestro Mayor de las Obras Reales und im Folgejahr zum Maestro Mayor de la Villa de Madrid ernannt; beide Titel behielt er bis zu seinem Tod.

## Werk

### Bauten
mit Juan de Herrera
- Alcázar von Segovia
- Escorial

eigenständig vorbereitend (alle in Madrid)
- Plaza de Arrabal (heute Plaza Mayor)
- Casa de la Panadería
- Real Alcázar (ausgebrannt 1734)

eigenständig abschließend
- Iglesia de San Bernabé in El Escorial (1594/5)
- Real Monasterio de Santa Isabel in Madrid (1596)
- Teile des Monasterio de Uclés in Uclés (1598)
- Palacio Ducal in Lerma (1601–1610)
- Convento de San José in Ávila (1607)
- Iglesia San Bernardo in Oropesa (um 1607)
- Fassade des Hospital de Santiago in Cuenca (1608)
- Convento de las Descalzas Reales in Valladolid

mit seinem Neffen Juan Gómez de Mora
- Palacio de los Consejos oder Palacio del duque de Uceda in Madrid (1609)

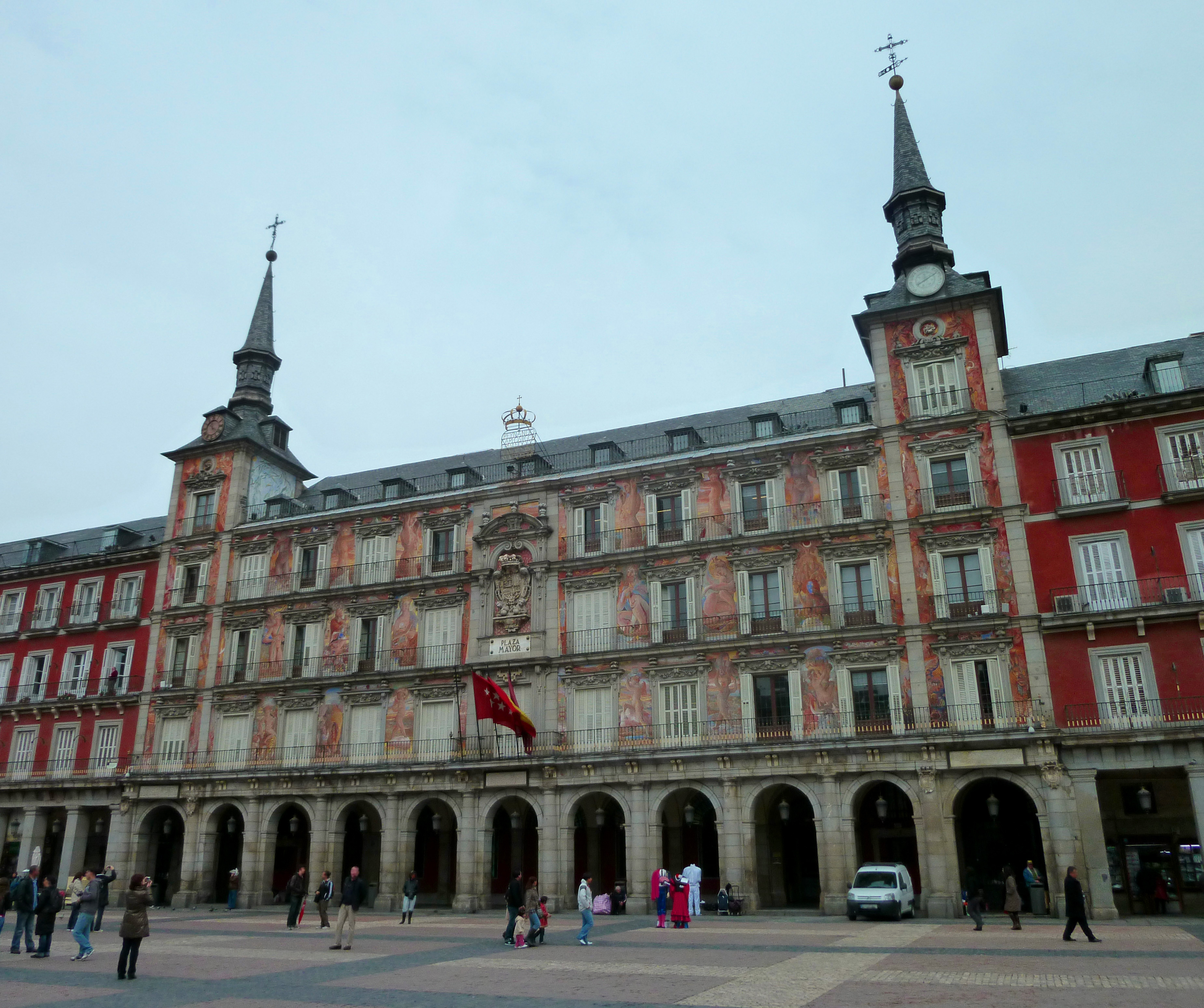
Casa de la Panadería, Madrid
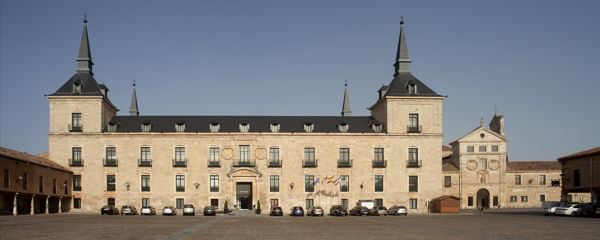
Palacio Ducal, Lerma
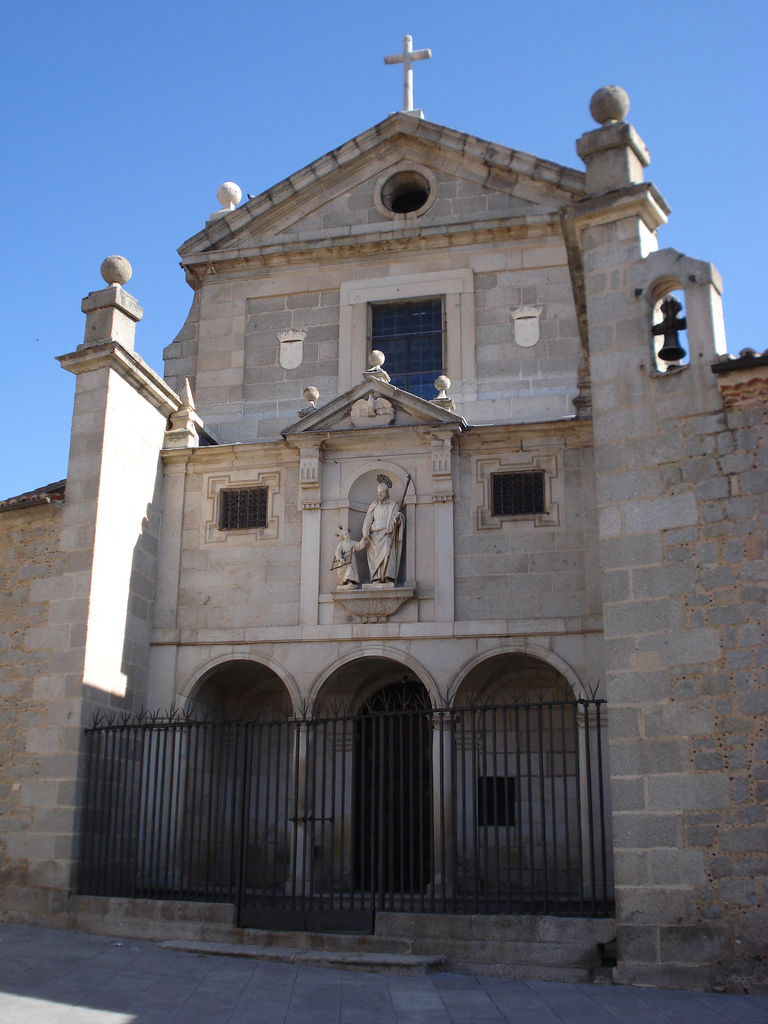
Convento de San José, Ávila
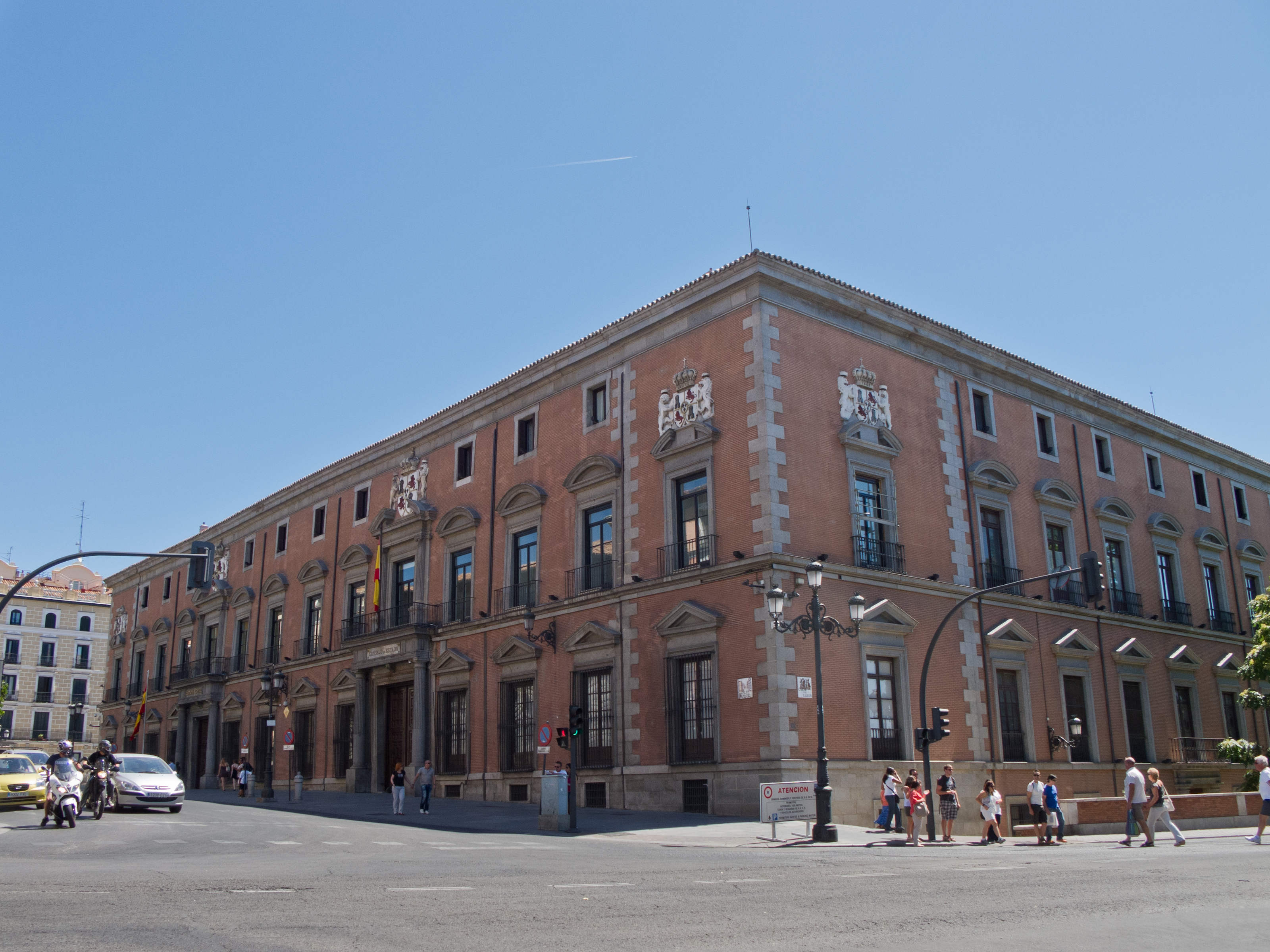
Palacio de los Consejos, Madrid

### Stil
Der Stil der Bauten Francisco de Moras ist streng, d. h. geometrisch und weitgehend dekorlos. Manchmal findet sich ein Wappenschild oder die bereits am Escorial zu beobachtenden Kugeln. Selbst im Bereich des Portals oder in den Ecken der von ihm entworfenen Bauten finden sich keine architektonischen Vorsprünge (Risalite), die die Wandfläche unterbrechen und somit auflockern würden; erst in seinen letzten Werken – vor allem im Convento de San José in Ávila – löst sich die Fläche ein wenig auf. Der strenge Stil seiner Bauten wurde zum Vorbild für Nachahmer, darunter auch für seinen Neffen Juan Gómez de Mora, der hauptsächlich in der im Jahre 1561 gekürten neuen Hauptstadt Madrid tätig wurde.